# Formel-E-Rennstrecke Miami
Die Formel-E-Rennstrecke Miami war ein temporärer Stadtkurs in Miami, Florida (USA) für Rennen der Formel E mit einer Länge von 2,169 km. Am 14. März 2015 fand im Rahmen der FIA-Formel-E-Meisterschaft 2014/15 ein Rennen auf dieser Strecke statt. Der Kurs wurde nur einmal für Rennveranstaltungen genutzt.

## Streckenbeschreibung

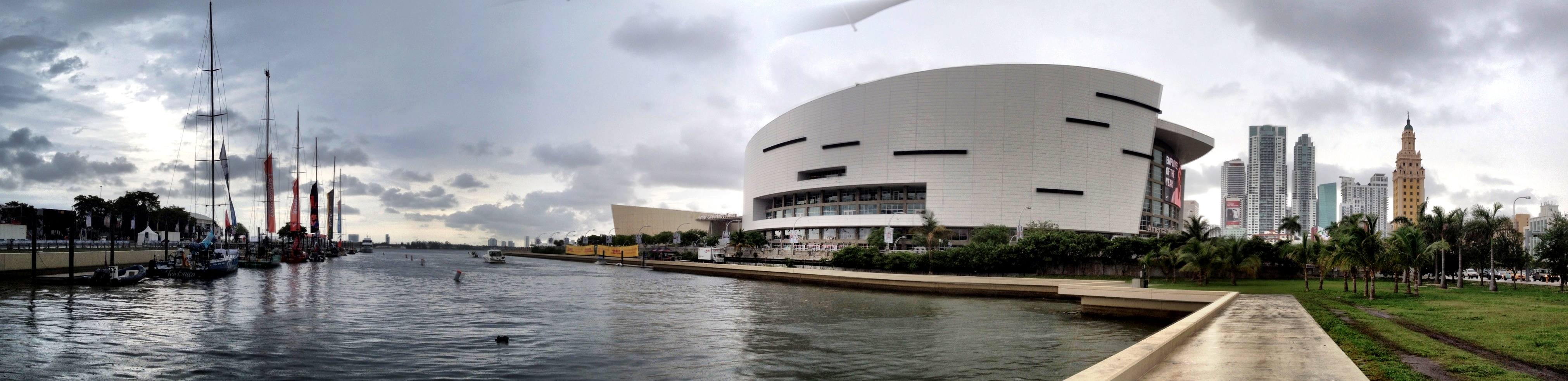
American Airlines Arena an der Biscayne Bay

Die im Herzen von Downtown Miami auf dem Gelände des ehemaligen Bicentennial Parks angelegte Strecke bestand aus acht Kurven und führte über öffentliche Straßen entlang der Uferlinie der Biscayne Bay, im Uhrzeigersinn rund um die American Airlines Arena und zweimal unter dem MacArthur Causeway hindurch.  Der temporäre Straßenkurs wurde von der Architekturbüro Ayesa gestaltet.
Eine Besonderheit war, dass Start- und Ziellinie sich an unterschiedlichen Stellen befanden und die Boxengasse zwischen Kurve sechs und Kurve sieben, parallel zur Ziel-Geraden lag.

## Geschichte
Das einzige Rennen, welches die Formula E in ihrer Auftaktsaison auf dem Kurs abhielt, gewann Nicolas Prost in einem e-DAMS Renault.